# Nicu Burgheim
Nicu Burgheim (* 8. Juni 1987 in Baia Mare) war unter dem Namen Romina Burgheim als Fußballspielerin aktiv.

## Karriere
Burgheim startete ihre Karriere in der E-Jugend des ISG Hagenwerder. Sie spielte fünf Jahre für Hagenwerder, bevor sie mit 15 Jahren nach Gelsenkirchen zum SSV Buer 07/28 ging. Nach zwei Jahren für den SSV Buer entschied sich Burgheim für einen Wechsel zum Stadtrivalen Viktoria Resse. Burgheim spielte drei Jahre für Viktoria Rasse und startete 2007 in der Westfalenliga beim TuS Saxonia Münster ihre Seniorenkarriere. Sie lief zwei Jahre in der Westfalenliga für den TuS Saxonia auf und wechselte im Frühjahr 2009 zum FFC Heike Rheine. Burgheim blieb nur ein halbes Jahr in Rheine und kam über eine zweijährige Zwischenstation beim SV Germania Hauenhorst im Mai 2011 zum SV Meppen. Sie feierte am 4. März 2012 ihr Semi-Profi-Debüt in der 2. Fußball-Bundesliga Nord für den SV Meppen gegen den SV Werder.
Am 15. Mai 2013 unterschrieb Burgheim beim Ligarivalen Herforder SV und stieg im Folgejahr in die Frauen-Bundesliga auf. Dort gab sie am zweiten Spieltag, am 7. September 2014, gegen den SC Sand ihr Bundesliga-Debüt. Noch in der Hinrunde 2014/15 löste sie ihren Vertrag beim Herforder SV auf und schloss sich Anfang 2015 dem Westfalenligisten Arminia Bielefeld an. Mit den Bielefelderinnen stieg Burgheim 2015 in die Regionalliga West und ein Jahr später in die 2. Bundesliga auf. Nachdem sie wegen Unpünktlichkeit zweimal vorübergehend suspendiert wurde und es Meinungsverschiedenheiten mit dem Trainer Markus Wuckel gab, löste Burgheim im November 2016 ihren Vertrag auf und beendete ihre Karriere.

## Erfolge
- Aufstieg in die Frauen-Bundesliga: 2014

## Futsalkarriere
Seit dem Ende ihrer aktive Karriere im November 2016 spielt Burgheim gemeinsam mit den ehemaligen Herforder Mannschaftskolleginnen Kira Klemmer, Deniz Harbert, Marlen Studtrucker, Ivonne Dumsch und Vanessa Niekamp Futsal für das Frauenteam der Black Panthers Bielefeld.

## Persönliches
Burgheim lebt derzeit in Münster und studierte von 2009 bis Mai 2014 Germanistik und Philosophie auf Lehramt an der Westfälischen Wilhelms-Universität. Seit Herbst absolviert sie ein Referendariat am Königin-Mathilde-Gymnasium in Herford und arbeitet als Vertretungslehrerin in Deutsch und Praktische Philosophie an der Brackweder Realschule. Im Jahre 2017 wurde die geschlechtsangleichende Operation durchgeführt.